# Кокрель, Эрик
Эри́к Кокре́ль (фр. Éric Coquerel; род. 30 декабря 1958, Курбевуа, О-де-Сен) — французский политик левого толка, депутат Национального собрания Франции от 1-го округа департамента Сен-Сен-Дени с 2017 года.

## Биография
В 1983 году вступил в Революционную коммунистическую лигу, покинул её в 1998 году, когда РКЛ сблизилась с другой троцкистской партией — «Рабочей борьбой». В 2003 году основал Движение за республиканскую и социальную альтернативу. В 2008 году принимал активное участие в учреждении Левой партии.
Увлекается парусным спортом, один из первых участников кругосветной регаты Vendée Globe в 1989 году, соучредитель информационного агентства Effets mer.
В 2005 году был одним из лидеров борьбы левых политических объединений против планов принятия Европейской конституции.
В 2010 году избран депутатом регионального совета Иль-де-Франса.
Будучи национальным секретарём Левой партии, содействовал соглашению левых сил от 8 апреля 2014 года, которое позволило сохранить Левый фронт в преддверии европейских выборов.
18 июня 2017 года во втором туре парламентских выборов, представляя партию «Непокорённая Франция», избран в Национальное собрание от 1-го округа департамента Сен-Сен-Дени, победив с результатом 51,72 % кандидата от президентской партии «Вперёд, Республика!» Себастьяна Менара (Sébastien Ménard).
30 июня 2022 года в парламенте нового созыва избран председателем Финансовой комиссии, получив право знакомиться с проектом государственного бюджета до его представления на рассмотрение Национального собрания.
4 июля 2022 года активистка «Непокорённой Франции» Софи Тисье подала судебный иск против Кокреля, обвинив его в сексуальном преследовании на общественном мероприятии в Гренобле 23 августа 2014 года.
14 февраля 2025 года посетил в тюрьме Жоржа Абдаллу, отбывающего с 1987 года пожизненное заключение за причастность к убийству в Париже американского и израильского дипломатов, и опубликовал в сети X совместное фото, сопроводив его текстом о «братской встрече политических борцов».

## Труды
- В сердце Левого фронта / Éric Coquerel. Au cœur du Front de gauche. Arcane 17. Écrits politiques. 2012. 270 pp. ISBN 978-2-918721-18-5.
- Мишель Дежо[фр.]: дитя из долины сумасшедших / Michel Desjoyeaux, Régine Bornens, Éric Coquerel. Michel Desjoyeaux : L’enfant de la vallée des fous. Gallimard. Paris. Albums Voiles. 2001. 144 pp. ISBN 978-2-7424-0864-1.
- В одиночку вокруг света / Isabelle Autissier, Éric Coquerel. Une solitaire autour du monde. Arthaud. Paris. Vieux Fonds Art. 1998. 239 pp. ISBN 978-2-7003-1139-6.